# The dass Sägebett
The dass Sägebett ist eine deutsche Experimental-Rockgruppe aus Darmstadt, die auch unter anderen Namen agiert.

## Geschichte

### 1988 bis 1998
Gegründet wurde die Band 1988 von den vier Darmstädter Schulfreunden Daniel Albig, Raimund Elsner, Gerald Wrede und Hartmut Zech, um beim sogenannten Abi-Abend, am Abend vor der Abiturverleihung, aufzutreten. Die Mischung aus atonalen Rezitationen von Coverversionen, gemischt mit Live-Geflexe und Anarcho-Dada-Texten führte zum Abbruch des Konzertes sowie zum Ausschluss von der Abiturverleihung. 1991 wurde Oliver Kischel Nachfolger von Raimund Elsner, womit sich erstmals so etwas wie ein Musiker in der Band befand. Sänger Zech hatte lange zurückliegend Klavierunterricht gehabt, Albig und Wrede an Bass und Schlagzeug waren an ihren Instrumenten noch Anfänger. Das Quartett nannte seinen Musikstil fortan „Mondo-Beat“ und lobte das Motto aus: „Unsere Nachricht ist Mondo“. Selbiges ziert von Anfang an jede Veröffentlichung der Gruppe. Als Proberaum fungierte der Gewölbekeller unter Schlagzeuger Wredes Wohngemeinschaft, aber auch bei Zechs und Albigs wurde manchmal geprobt. 1992 erschien die erste EP Super die Frachter, auf der alle vier Titel das Thema Rheinschifffahrt gemein haben. Für die Veröffentlichung gründeten die Bandmitglieder das Label Declaration of Santo, das bis heute alle Veröffentlichungen rund um die Band beheimatet. 1993 erschien die Tonkassette Peter und die Tauben mit acht Titeln sowie im gleichen Jahr die EP Tritt das Leder, eine Einspielung mit dem lokalen Fußballverein FC Piesels. Zudem erschien der Titel Uranus auf dem 3. Darmstadt-Sampler. Im Jahr darauf erschien die Debüt-LP Du bist ein Pulver. Die Band widmete sich unterdessen intensiver ihrer Avantgarde-Variante stahljustiz, mit welcher sie das Musical Maxi Schickl (1994) und die CD 2 Quadrate auf dem Weg zur Erde (1996) produzierte. 1997 folgte die erste CD von The dass Sägebett, Morgen müsst ihr wieder Fische sein. Aufgenommen im neu bezogenen Proberaum, günstigerweise gleichzeitig der Aufnahmeraum des Sesamstudio von Lolo Blümler.

### 1999 bis 2009
Da Sänger Zech über eineinhalb Jahre in Aschaffenburg seine Steinmetz-Meisterprüfung ablegen musste, bestand die CD Musik von Leuten die eine Menge Probleme haben, im Jahr 2000 aus eher langen instrumentalen Improvisationen. Mit dem Nebenprojekt Autoquartett spielte man zudem die CD Der Jubilar ein. stahljustiz trat mehrfach mit dem neuen Musical Dance Bader, dance, einem Stück über die RAF, auf. Im Jahr 2002 erschien die Picture Disc Jazz für kranke Kinder. Darin enthalten sind Studioaufnahmen die letztmals im Darmstädter Sesamstudio, in dem bis dahin seit 1992 alle Aufnahmen der Band entstanden waren, eingespielt und abgemischt wurden. Man verlegte den Proberaum ins alte Umspannwerk Weiterstadt, in dessen Räumen auch das Architekturbüro von Bassist Albig zu Hause war. Im Spätsommer stieß der in Mainz lebende Musiker und Aktionskünstler „Brandstifter“ als festes fünftes Mitglied zur Gruppe. Dies war der letzte Besetzungswechsel bis heute. Als erstes Werk der neuen Formation präsentierte man Christenrock, eine CD mit Coverversionen von Sacropop-Liedern der Siebziger. Die Aufnahmen dazu entstanden 2003 in einem Studio in Braunschweig. Den Termin hatte die Band günstig über Ebay ersteigert, eine Methode, der die Band über die nächsten sechs Alben treu blieb. Neben den Rocknummern nahm sich die Band immer wieder Zeit für Aufnahme und Planung ihrer Elektro-Avantgarde-Konzept-Aufführungen mit stahljustiz. Es entstand das Musicals Trans-Sahara (2003) ebenso wie das Zwei-Stunden-Epos Die 7 Weltwunder der Antike in den Jahren 2005 bis 2007. The dass Sägebett veröffentlichte derweil die EP Reitstunde fällt aus (2005), die CD Verkleidet als deine Mutter (2006), die Doppel-LP Die Erde ist eine Scheide (2009) sowie eine Best-of-Kompilation namens Der Abstand zwischen Daumen und Mittelfinger. Unter dem Namen Autoquartett veröffentlichte die Band Ende des ersten Jahrzehnts des 21. Jahrhunderts die CD Nürburgring, mit Formel-1-Renn-Impressionen, aufgenommen mit Gitarren und Akkuschraubern, sowie eine Box mit zehn Disketten, mit jeweils einer mehrsekündigen Komposition pro Diskette. Länger konnten die Stücke nicht sein, da bewusst auf MP3s verzichtet wurde und die Titel als wav.-Dateien gespeichert waren.

### 2010 bis 2020
2011 verließ die Band das Umspannwerk und bezog einen neuen Proberaum, erneut in den Kellerräumen des ebenfalls umgezogenen Architekturbüros. Dort probt sie noch heute. Den Beginn des neuen Jahrzehnts verbrachte die Band erneut mit Aufnahmen und Aufführungen ihres Ablegers stahljustiz. So etwa mit dem Puppenmusical Kernkraft. Im Jahre 2013 eröffnete Gerald Wrede in Darmstadt den Schallplatten-Laden „Musik als Hilfe“, über den seither die Produkte der Band exklusiv erhältlich sind. Auch ein Studio entstand dort. Es begann eine Serie von The-dass-Sägebett-Veröffentlichungen im Jahrestakt: 2014 die CD Musik als Hilfe, aufgenommen in Hannover, gefolgt 2015 von Bilder meines Geschmacks, einer in Ockenheim aufgenommenen LP im Bilderrahmen mit Leinwanddruck, sowie der in Duisburg eingespielten CD Das Verhalten der Anderen im Jahre 2016. Im selben Jahr zog sich Gitarrist Oliver Kischel nach mehr als 25 Jahren vorläufig aus der Band zurück ohne offiziell aus ihr auszuscheiden. Seither sind The dass Sägebett wieder als Quartett aktiv, so wie vor Brandstifters Einstieg im Jahre 2002.
Im Dezember 2018 veröffentlichte die Gruppe ihre Langspielplatte Heute wird sie nicht mehr da sein mit unbearbeiteten Proberaumaufnahmen. An allen Aufnahmen war Oliver Kischel noch beteiligt.
2020 wurde die LP The Dass Sägebett in Dub veröffentlicht. Auf ihr befinden sich Titel aus der Zeit zwischen 1993 und 2018, welche Gregor von Sivers aka Der Hexer als Dub-Versionen mixte.
Im Dezember 2020 war aufgrund der COVID-19-Pandemie kein öffentlicherAuftritt möglich. Das jährliche Konzert wurde aus dem Proberaum heraus via youtube als Live-stream online gestellt.
Gesendet wurde eine Werkschau. Der Auftritt alternierte zwischen zwei verschieden aufwändigen Aufbauten, zudem wurden Fragmente von stahljustiz-Performances sowie eigene Musik-Videos ausgestrahlt. Auch ein Quiz gab es. Die Zuschauer konnten live anrufen und einen Tonträger gewinnen. Der Stream erhielt anschließend eine eigene Nummer im Katalog des Labels.

### Seit 2021
Der Tatsache geschuldet, dass auch 2021 aufgrund von COVID-19 kein Winterkonzert im Hoffart-Theater stattfinden konnte, buchte sich die Band stattdessen in Lolo Blümlers Iron Bar Studios ein, um eine weitere LP einzuspielen. 20 Jahre nach dem letzten bei Blümler komplett aufgenommenen Album, kehrte man sozusagen zu seinen produktionstechnischen Wurzeln zurück. An diesen Studioaufnahmen war Oliver Kischel nicht mehr beteiligt, da er mittlerweile aus der Band ausgeschieden war.
Die 14 neuen Stücke wurden im Laufe des Frühjahrs 2022 von der Band im heimischen Studio gemischt, mit weiteren Overdubs versehen, und größtenteils auf der neuen LP „40 Pferde und kein Reiter“ veröffentlicht.
Im September spielte The dass Sägebett im Rahmen der documenta fifteen im Kasseler Sandershaus. Den dort angefertigten Live-Mitschnitt veröffentlichte die Band später im Jahr auf Kassette. Es war ihre erste Kassetten-Veröffentlichung seit des 30 Jahre zuvor erschienen Tapes Peter & die Tauben und zudem ihr erster offizieller Live-Longplayer.
Zwei weitere Titel erblickten im Frühjahr 2023 auf der Single Nachtaktive Tiere/Die elektrische Maschine das Tageslicht, beide ebenfalls aus der Aufnahme-Session bei Lolo Blümler stammend.

### Konzerte
The dass Sägebett gibt seit 1991 alljährlich im Dezember ein Konzert in ihrer Heimatstadt Darmstadt, oftmals eröffnet durch einen ihrer Ableger wie stahljustiz oder Autoquartett. Darüber hinaus sind ihre Konzerte eher sporadischer Natur. Allerdings sucht sich die Band gerne Spielorte in der Nähe des Studios, in welchem sie gerade aufnehmen, um dort am Abend vor der Aufnahme einen Auftritt spielen zu können. Dazu kommen unter anderem Auftritte im Negativ in Frankfurt, im Eimer in Berlin und auf Einladung von Knarf Rellöm in Hamburg, im ehemaligen Heinz Karmers Tanzcafé. Als Vorgruppe von Cosmic Psychos konnte man sie in Saarbrücken erleben (1992), zusammen mit Anus Presley in Frankfurt (1996) sowie zusammen mit Mutter (2001) bzw. Die Radierer (2003) in Darmstadt. Darüber hinaus spielte The dass Sägebett mehrfach in Mainz, außerdem in Wiesbaden und anderen hessischen Städten. 2022 trat sie im Rahmen der documenta fifteen in Kassel auf.

## Ableger

### stahljustiz
Schon früh war den Mitgliedern von The dass Sägebett klar, dass ihnen das Korsett aus Schlagzeug, Gitarre, Bass und Gesang auf Dauer zu eng sein würde, wollte man doch auch Experimentelles und Performances live einbinden. Darum gründete man 1992 stahljustiz, um mehr Freiheiten zu besitzen. Den Bandnamen entnahmen sie dem gleichnamigen Film, der im Original Steels justice heißt und von einem Herr Steel handelt, der Selbstjustiz begeht. Die Absurdität des eingedeutschten Verleihtitels entsprach dem Motto der Band „Unglaublich aber wahr“. Der erste Auftritt in den blauen Papieranzügen und den überdimensionalen Industrie-Kaffeefiltern auf dem Kopf, war 1993 das Nachspielen des ersten The-dass-Sägebett-Konzertes als Elektro-Variante. Davor hatte man bereits eine Videoinstallation kreiert, in welcher sie in fünf Minuten langen Filmen verschiedene Massenmörder-Stereotypen imitierten und das Ganze während der Performance mit düsteren Klängen versahen.
stahljustiz´ am meisten benutztes Format ist der Auftritt in einer Art Musical oder Oper. In selbstgemalten Kulissen, in denen die Bandmitglieder zu vorproduziertem Vollplayback ausdruckstanzend agieren. Dafür entstanden mehrere Produktionen: Maxi Schikl, Trans-Sahara, Dance Bader, dance, Die 7 Weltwunder der Antike sowie Kernkraft, Letzteres ist ein Handpuppenspiel. Alle diese Produktionen erzählen eine Geschichte, jede zwischen 30 Minuten und 100 Minuten lang, musikalisch experimentell, humorvoll und skurril. Ein weiter Auftritt in selbstgmalten Pappkulissen war 2 Quadrate auf dem Weg zur Erde, in dem die Titel der Debüt-CD optisch so umgesetzt wurden.
stahljustiz hat jedoch auch Konzerte gegeben, die nicht auf Vollplayback beruhten, sondern konventionell mit Synthesizern und Keyboards bestritten wurden. Gerade das sogenannte Weltwunder-Epos spielte die Band mehrfach unterschiedlich live. Auch gaben die Musiker ein Konzert in einem leeren Swimming Pool, den sie vorher mit Folie abgedeckt hatten, worunter sie musizierten und sich filmten und die Aufnahmen im Zuschauerraum auf Fernseher projizierten. Bereits 1994 spielten sie auf einer sich drehenden Plattform auf vier Orgeln und waren so ihr eigens Lesley. 2007 setzten sie live die Aggregatzustände in Musik um. Am 10. August 2008 spielte stahljustiz auf vier öffentlichen Plätzen in Darmstadt unter dem Projektnamen „Multiple sound generator“ die Platte Architecture & Morality von Orchestral Manoeuvres in the Dark zur Gänze nach. Dabei standen sie viele Meter auseinander, so dass Passanten und Zuhörer nur den einzelnen Musiker hörten, und um alles zusammen genießen zu können, sich in die Mitte des Platzes begeben mussten.
2012 beginnen stahljustiz mit den Tonaufnahmen für ihr nächstes Musical. Noch verschreckt von der Größe und des aufbautechnischen Aufwandes der 7 Weltwunder der Antike, sucht man diesmal sein Glück im Kleinen, nämlich einem Handpuppenspektakel. Als Thema dienen ihnen diesmal zivile Nuklearunfälle in Friedenszeiten, wie der Goiania-Unfall, ein Bomber-Unfall vor der spanischen Küste, der Untergang der Kursk, der Demon Core sowie das Unglück um das Schiff Glücklicher Drache V. Das Handpuppenspiel wird im Dezember 2012 live vor Publikum aufgeführt und anschließend auf DVD veröffentlicht.
2019 beschließen stahljustiz vier Klassiker des expressionistischen Stummfilms zu vertonen. Im Einzelnen Orlacs Hände, Nosferatu, Der Golem (und wie er in die Welt kam), sowie Doktor Caligari. Sie nehmen sich die Filme vor, ersinnen dazu Musik und straffen die Stories, um sie grob auf je 20 Minuten zu bringen. Dazu wurden neue Texte erdacht und eingesprochen. Abschließend, um es auch szenisch abbilden zu können, bauten sie die Geschichten, sowie die Orte an welchen sie handelten, in Dioramen nach. Im Winter war alles fertig.
Publikum wurde eingeladen und erlebte live, wie per Endoskop, welches durch die winzigen kleinen Bauten fuhr, alles auf die große Leinwand projiziert wurde, was in den Häusern, Gassen und Städten, auf hoher See und im Gebirge denn so passierte.
Die mit dem Auge auf eine Aufführung eingespielten und eingesprochenen Stücke wirken jedoch ohne Bild bereits so stark, dass stahljustiz sich, neben der geplanten Veröffentlichung der vier eigenen mit Endoskop aufgenommenen Filme, zudem für eine Ausgabe als Audio-CD entschied.

### Autoquartett
Unter diesem Titel veröffentlicht die Band sperrige Stücke, gerne auch unter konzeptionellem Überbau. Im Gegensatz zu stahljustiz sind die Titel und Werke meistens nicht elektronischer Natur, sondern auf konventionellen Instrumenten erzeugt worden. Eine Ausnahme bildet der erste Auftritt in der Goldenen Krone im Winter 1996, als sich die Musiker als Engel verkleideten und unter dem Motto „Stylo-Nacht“ Weihnachtslieder auf einem Stylophone spielten, und ein weiterer Mitwirkender als Weihnachtsmann verkleidet nummerierte Autoquartette ans Publikum verteilte.

### Weitere Aktionen unter Pseudonymen
- Auftritte in der Darmstädter Goldenen Krone als Vorgruppe von The dass Sägebett unter den Namen Tel-Info bzw. Duo Naturstein & die singenden Phantasten.
- 2008 verkleidete sich die Gruppe als Rabbiner und macht als The Rabbiators Jew-Punk im Vorprogramm von sich selbst.
- 2010 trat man als Vibrofighters in der Goldenen Krone auf.

## Label

### Declaration of Santo
Das Label wurde 1992 von The dass Sägebett gegründet, um die eigene Musik überhaupt veröffentlichen zu können. Seitdem sind alle Ton- und Bildträger der Band sowie die der Ableger stahljustiz und Autoquartett darauf erschienen. Weitere Interpreten auf dem Label sind Bormuth, Wrede und Ferien vom Ich.

## Diskografie

### The dass Sägebett
- 1992: Super die Frachter (EP)
- 1993: Peter und die Tauben (Tonkassette)
- 1993: Tritt das Leder (EP, zusammen mit dem FC Piesels)
- 1994: Du bist ein Pulver (LP)
- 1997: Morgen müsst ihr wieder Fische sein (CD)
- 2000: Musik von Leuten die eine Menge Probleme haben (CD)
- 2002: Jazz für kranke Kinder (LP)
- 2003: Christenrock (CD)
- 2005: Reitstunde fällt aus (EP)
- 2006: Verkleidet als deine Mutter (CD)
- 2009: Die Erde ist eine Scheide (Doppel-LP)
- 2010: Der Abstand zwischen Daumen und Mittelfinger (CD)
- 2014: Musik als Hilfe (CD)
- 2015: Bilder meines Geschmacks (LP)
- 2016: Das Verhalten der Anderen (CD)
- 2018: Heute wird sie nicht mehr da sein (LP)
- 2020: The Dass Sägebett in Dub (LP)[6]
- 2022: 40 Pferde und kein Reiter (LP)
- 2022: documenta fifteen (Tonkassette)
- 2023: Nachtaktive Tiere / Die elektrische Maschine (7" Single)

### stahljustiz
- 1996: 2 Quadrate auf dem Weg zur Erde (CD)
- 2005: Split-Single mit Licht-ung (EP)
- 2007: Massenmörder & Unter der Plane (DVD)
- 2009: Multiple Sound Generator (CD)
- 2010: Die 7 Weltwunder der Antike (CD + DVD)
- 2012: Kernkraft (CD + DVD)
- 2016: Quadrate EP (EP)[7]

### Autoquartett
- 2000: Der Jubilar (CD)
- 2006: Nürburgring (CD)
- 2008: Formatiert (10 × Floppy-disc-Box)[8]